# Посёлок отделения «Пролетарское» совхоза имени Ильича
Отделения «Пролетарское» совхоза имени Ильича — посёлок Грязновского сельского поселения Михайловского района Рязанской области России.

## Общие сведения

### География
Расположен к югу от посёлка центрального отделения совхоза имени Ильича.

### Население
| 2010 |
| ---- |
| 14   |

### Климат
Климат умеренно континентальный, характеризующийся тёплым, но неустойчивым летом, умеренно суровой и снежной зимой. Ветровой режим формируется под влиянием циркуляционных факторов климата и физико-географических особенностей местности. Атмосферные осадки определяются главным образом циклонической деятельностью и в течение года распределяются неравномерно.
Согласно статистике ближайшего крупного населённого пункта — г. Рязани, средняя температура января −7.0 °C (днём) / −13.7 °C (ночью), июля +24.2 °C (днём) / +13.9 °C (ночью).
Осадков около 553 мм в год, максимум летом.
Вегетационный период около 180 дней.